# François de Molière d'Essertines
Pour les articles homonymes, voir Molière (homonymie).
François-Hugues de Molière, sieur d'Essertines, né vers 1600 à Oyé dans le Brionnais et mort assassiné au mois de mars 1624 à Paris, est un écrivain poète, romancier et traducteur français des premières années du règne de Louis XIII. Célébré par plusieurs de ses contemporains comme un prosateur de premier ordre, mais mal connu des historiens, il aurait, selon certains moliéristes, inspiré son nom de scène à Jean-Baptiste Poquelin.

## Biographie
François-Hugues de Molière naît vers 1600 du mariage contracté à Dijon le 31 mai 1599 entre « noble François de Molière, écuyer, sieur de Chantoyseau, demeurant à La Clette » (15??-1612), et Anne Picardet (157?-163?), fille de Jeanne Brun et Gaspard Picardet (mort vers 1591), secrétaire-audiencier du Roi au Parlement de Bourgogne. Le couple aura un second enfant, une fille prénommée Anne-Marie, qui en 1625 épousera un Ponthus (de) Mathieu, seigneur de Chevigny.  
Le second prénom de l'enfant donne à penser qu'il a été tenu sur les fonts baptismaux par son oncle Hugues Picardet, procureur du roi au Parlement de Bourgogne.  
Le patronyme Molière est celui d'une famille de notables roturiers établie depuis plusieurs générations à Oyé dans l'actuel département de Saône-et-Loire. L'un de ses membres, François Molière (sans particule), grand-père du poète, était fermier de la seigneurie de Sancenay, quand au début des années 1580 il acquit les ruines de la forteresse des Sertines ou d'Essertines (située sur l'actuelle commune de Briant, capitale historique du Brionnais), qui avait été détruite en 1576 par les troupes de Jean Casimir et du prince de Condé et qu'il fit rebâtir. On ignore à quelle date lui-même ou son fils furent anoblis.  

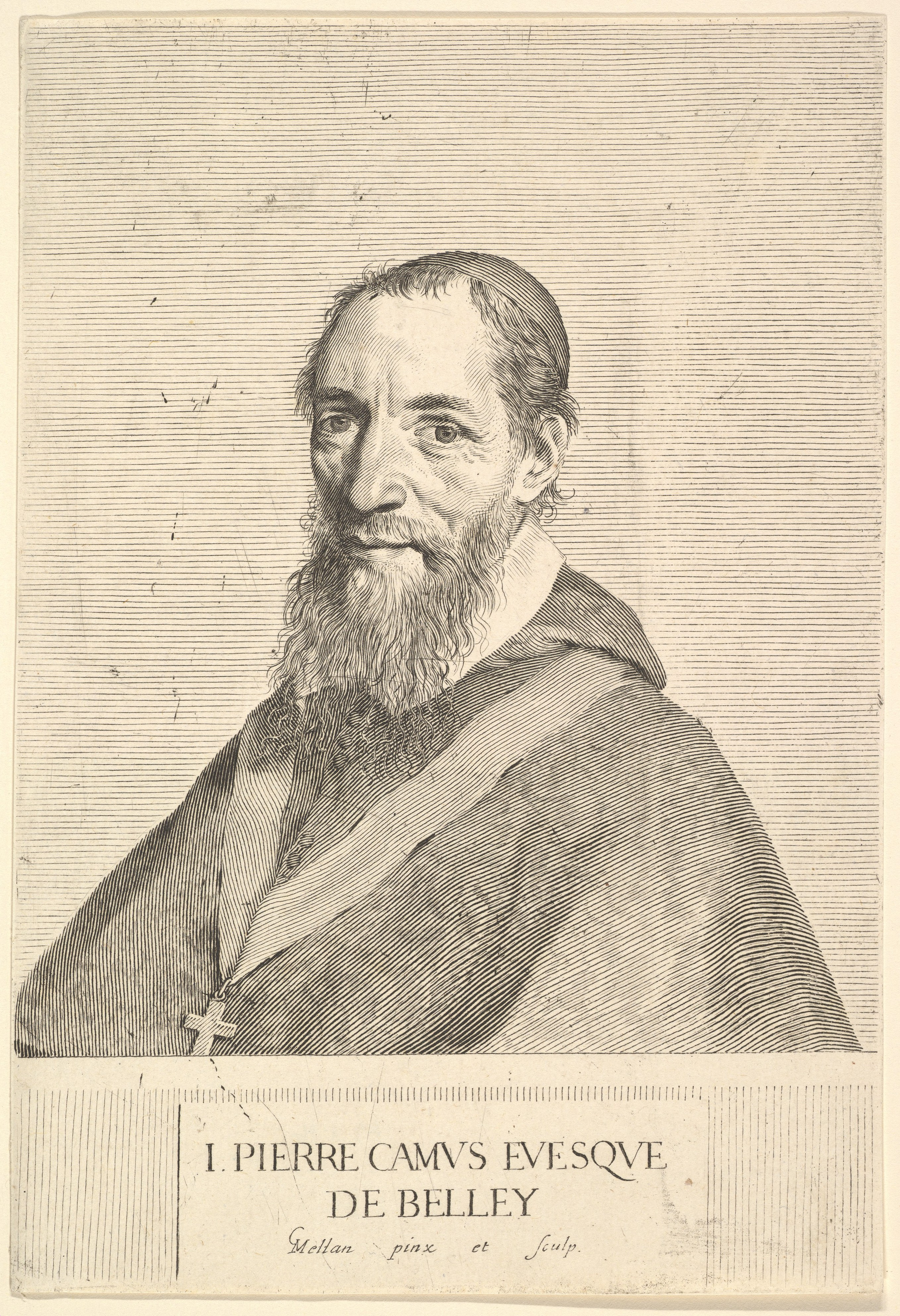
Jean-Pierre Camus (1584-1652), évêque de Belley, par Claude Mellan.

On ignore de même dans quelle ville et dans quel collège le jeune Molière fait ses études. Après la mort de son père, le 27 décembre 1612, sa mère, femme de grande piété, entre en rapport avec Jean-Pierre Camus, jeune évêque de Belley, à qui elle demande de « prendre soin de [l']âme » de son fils.   
Pendant quelques années, il fréquente la cour, celle de la régente Marie de Médicis d'abord (jusqu'en 1617), puis celle du jeune Louis XIII. S'il faut en croire l'Avis au lecteur de sa traduction du Mespris de la cour d'Antonio de Guevara (1621), ces années n'auront pas été des années de souffrance :  
« … Ce n'est pas que je haïsse la cour, car c'est là où je mets la souveraine félicité, et quoiqu'il s'y rencontre beaucoup d'épines, si est-ce que j'y trouve encore davantage de roses, et étant plus sensible à mon bien qu'à mon déplaisir, j'oublie facilement les maux que j'y souffre, quand j'y trouve la moindre occasion de m'y contenter. Je sais bien que tout le monde n'est pas de mon humeur, et que ceux que l'expérience a rendus les plus sages s'en retirent le plus tôt qu'il leur est possible ; mais moi qui ai de l'inclination à l'aimer, je me laisse doucement aller à ses délices… »
Quelque temps plus tard, cependant, dans une lettre adressée au comte de Vauvert,, il évoquera « tant de cruelles traverses dont [la fortune] m'a persécuté durant cinq ou six ans que j'ai perdus à la suivre ».  
En 1618, sa mère fait paraître sous le titre Odes spirituelles sur l'air des chansons de ce temps, par Anne Picardet, vefve du feu sieur de Moulières et d'Essartines un recueil de poésie pieuse qu'elle dédie à « Madame Le Grand », épouse du duc de Bellegarde. 

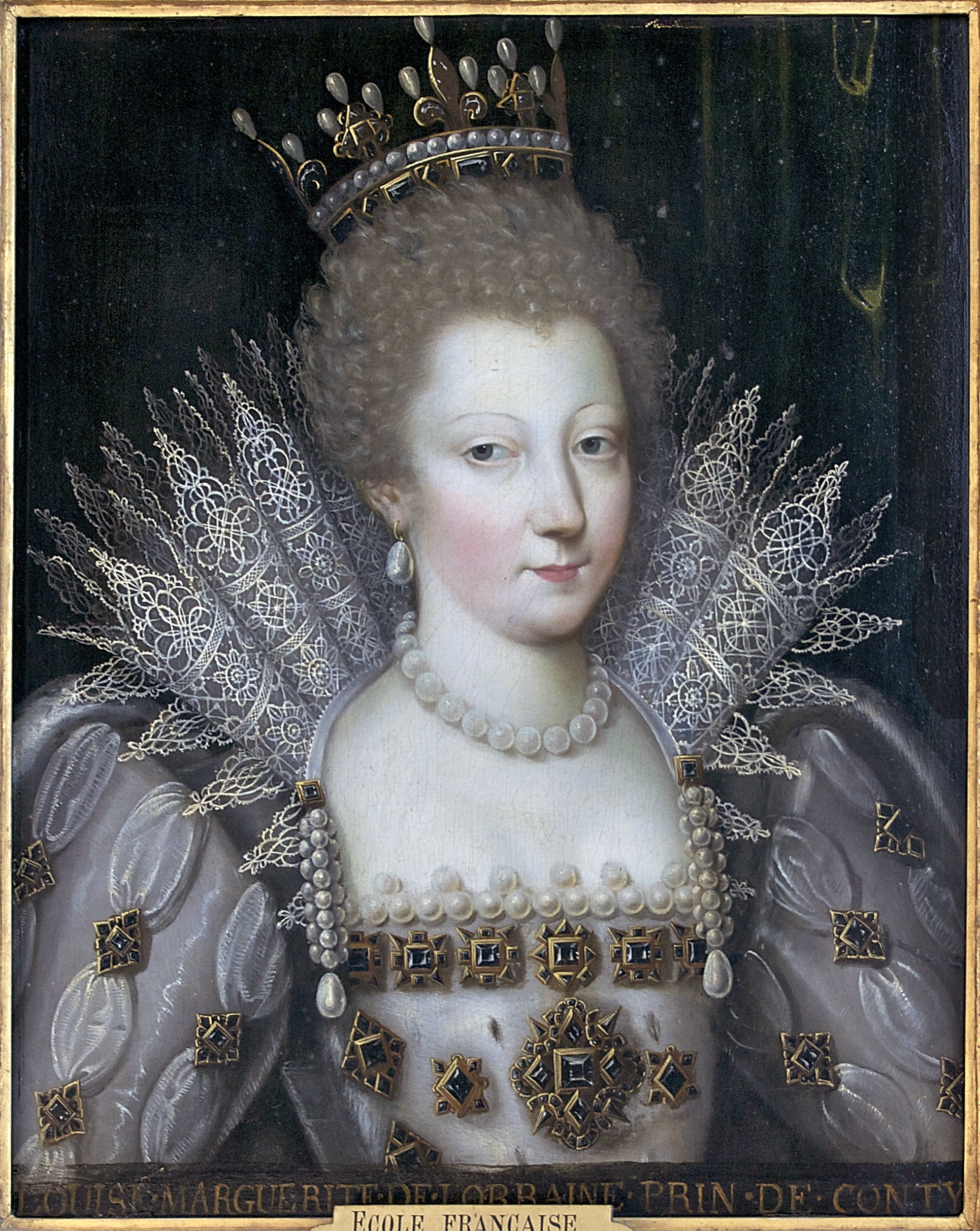
Louise Marguerite de Lorraine, princesse de Conti (1588-1631).

Au cours des premiers mois de l'année 1620, le libraire Toussaint Du Bray, heureux éditeur des trois premiers livres de L'Astrée d'Honoré d'Urfé, met en vente presque simultanément trois ouvrages qui font connaître au public le nom de François de Molière : c'est d'abord le Second livre des Délices de la poésie françoise édités par Jean Baudoin et dédiés à la princesse de Conti, dans lequel figurent une quinzaine de pièces signées du «sieur de Molieres». C'est ensuite une plaquette de seize pages intitulée La Rejouyssance et les souhaits des Filles de la Reyne, pour le recouvrement de sa santé, par le sieur de Molieres.     
C'est enfin La Semaine amoureuse de François de Moliere (sic), Sr d'Essertines, où, par les amours d'Alcide & d'Hermize, sont representez les divers changemens de la Fortune. Journee premiere. L'ouvrage, qui est dédié «À la Reyne» (Anne d'Autriche), compte 365 pages et ne comporte cependant que la première histoire d'une série prévue pour en comporter sept.  
On lira ci-dessous le jugement sévère que Jean-Pierre Camus, mentor de Molière d'Essertines, devait porter sur La Semaine amoureuse, que son auteur avait fait lire à Anne d'Autriche par la princesse de Conti et qui s'achevait sur la promesse d'une suite :  
« Je n'attends que le commandement de mon incomparable reine pour poursuivre la seconde journée, qui sera aussi heureuse que celle-ci est traversée; mais comme il est impossible de cueillir des roses sans être piqué des épines, aussi ai-je voulu relever la joie des amours que je ferai réciter à Alvinie par la tristesse de ceux d'Alcide. »

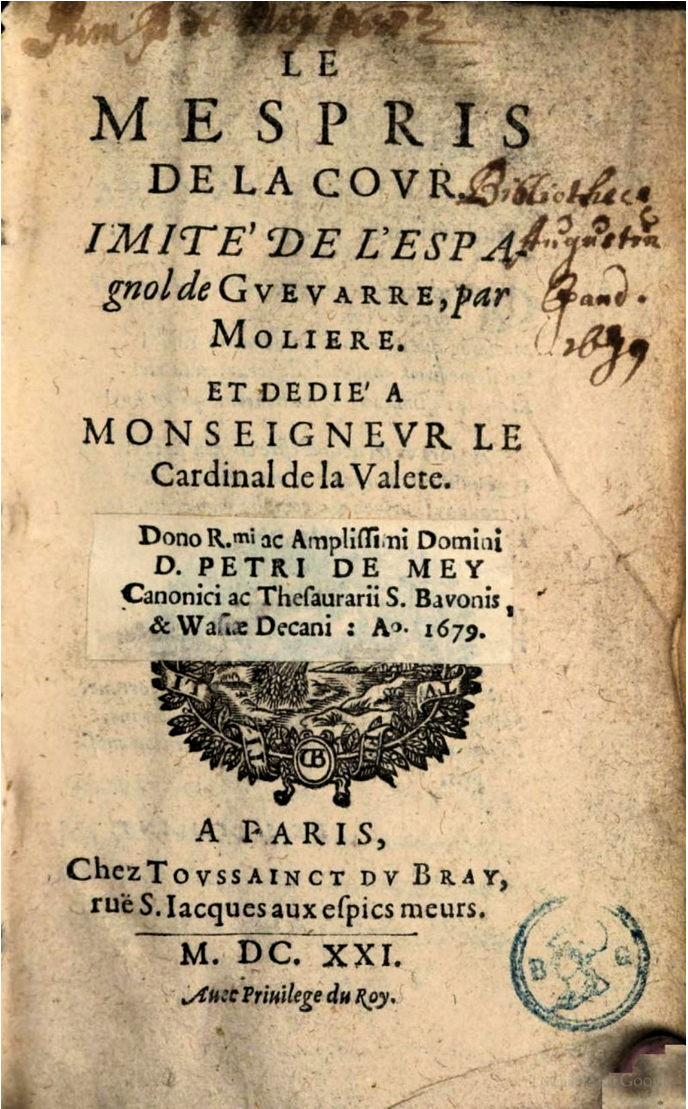

S'il faut en croire ce que Michel de Marolles écrira en 1656 dans ses Mémoires, La Semaine amoureuse aurait été composée sous les auspices de l'« espèce de petite académie » qui tenait ses assises rue Saint-Étienne-des-Grecs, non loin de l'église Sainte-Geneviève, chez un certain Piat Maucors, et dans le cadre de laquelle une douzaine de jeunes pensionnaires de ce logeur, tous « persuadés que pour la perfection des sciences, il ne faut rien négliger, et particulièrement en l'éloquence et en la pureté du langage », étudiaient de conserve « les mots, les façons de parler et l'économie des pièces », chacun s'essayant « d'en faire quelqu'une sur les sujets qui étaient proposés ». 
Parmi les travaux auxquels s'appliquent ces amoureux de la langue, dont la moyenne d'âge ne dépasse guère vingt ans, Marolles cite plusieurs traductions ou adaptations, et l'on peut supposer que la « pièce » du jeune Molière issue de cette réflexion collective n'est pas La Semaine amoureuse, mais plutôt Le Mespris de la Cour. Imité de l'Espagnol de Guevarre par Moliere. Et dedié à Monseigneur le Cardinal de la Valette, que Toussaint De Bray met en vente au cours de l'année 1621.
Le texte de Molière, qui de son aveu même n'est pas une traduction proprement dite, mais une imitation ou adaptation de l'une des deux traductions existantes, est précédé d'un Avis au lecteur d'une belle désinvolture :  
« Ce serait une chose étrange si j'avais bien rencontré en cette imitation, car l'auteur est quelquefois si impertinent et le traducteur est toujours si paresseux qu'il ne peut être qu'il n'y ait une infinité de fautes de l'un et de l'autre. […] Il ne m'a pas fallu seulement changer sa langue [de l'auteur], mais bien souvent son sens. Il pratique des ménages que nous ne savons pas en France et qui sont plus ridicules que nécessaires, et je t'assure que sans les prières d'une personne qui peut tout sur moi, je n'eusse pas pris la peine de le traduire, ni employé mon temps en un travail si inutile. Peut-être que si mon esprit eût été plus tranquille, je l'aurais rendu moins défectueux, mais comme ce n'est pas ma profession de faire des livres, ni mon dessein d'établir par cette voie-là ma fortune, je n'ai point apporté de contrainte ni à le traduire ni à le corriger, et m'est indifférent que tu le trouves bon ou mauvais. »
Cet avis est suivi d'un sonnet du poète Marc-Antoine Girard de Saint-Amant, proche ami de Michel de Marolles et de François de Molière, récemment arrivé à Paris de sa Normandie natale :

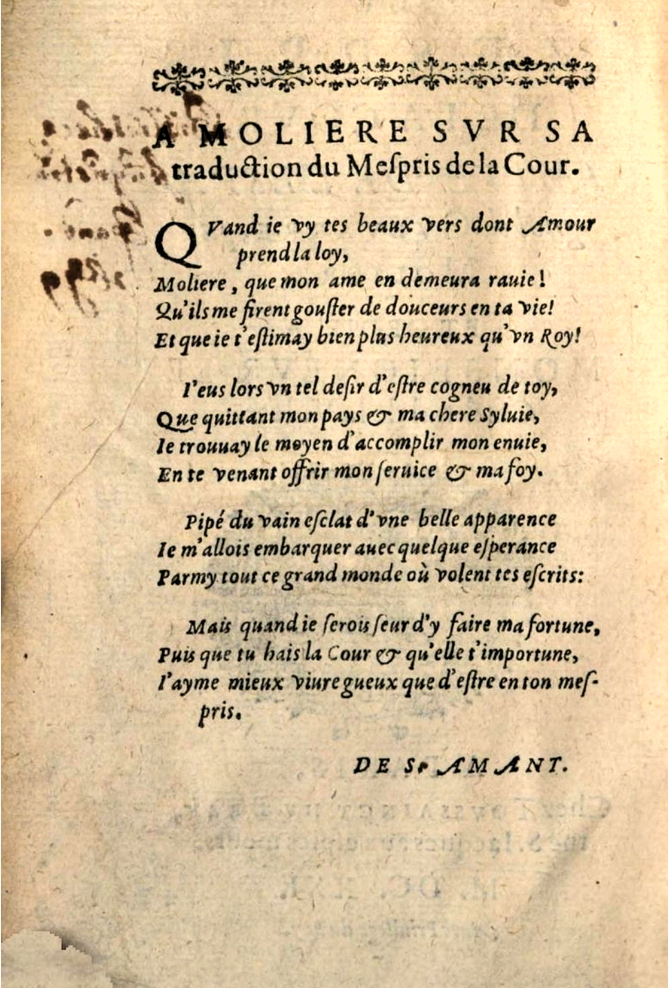
Sonnet de Saint-Amant à François de Molière

C'est vers cette même époque aussi, semble-t-il, que le jeune Molière se lie d'amitié avec Théophile de Viau, rentré d'exil au printemps 1620 et dont Jean-Pierre Camus n'hésite pas à citer les vers dans ses homélies.  Le 12 juin 1621, alors qu'il est « sur son partement pour aller trouver le roi en son armée au siège devant Saint-Jean-d'Angely, afin de lui rendre les honneurs qu'il doit à Sa Majesté », « François Hugues de Molières écuyer sieur d'Essertines » rédige un testament, dans lequel il institue sa mère, Anne Picardet, sa légatrice universelle et exécutrice testamentaire. Théophile de Viau et Tristan L'Hermite sont également présents à ce siège. Le second, âgé comme François de Molière d'une vingtaine d'années, sera, deux décennies plus tard, un familier de la famille Béjart et de l'Illustre théâtre.   

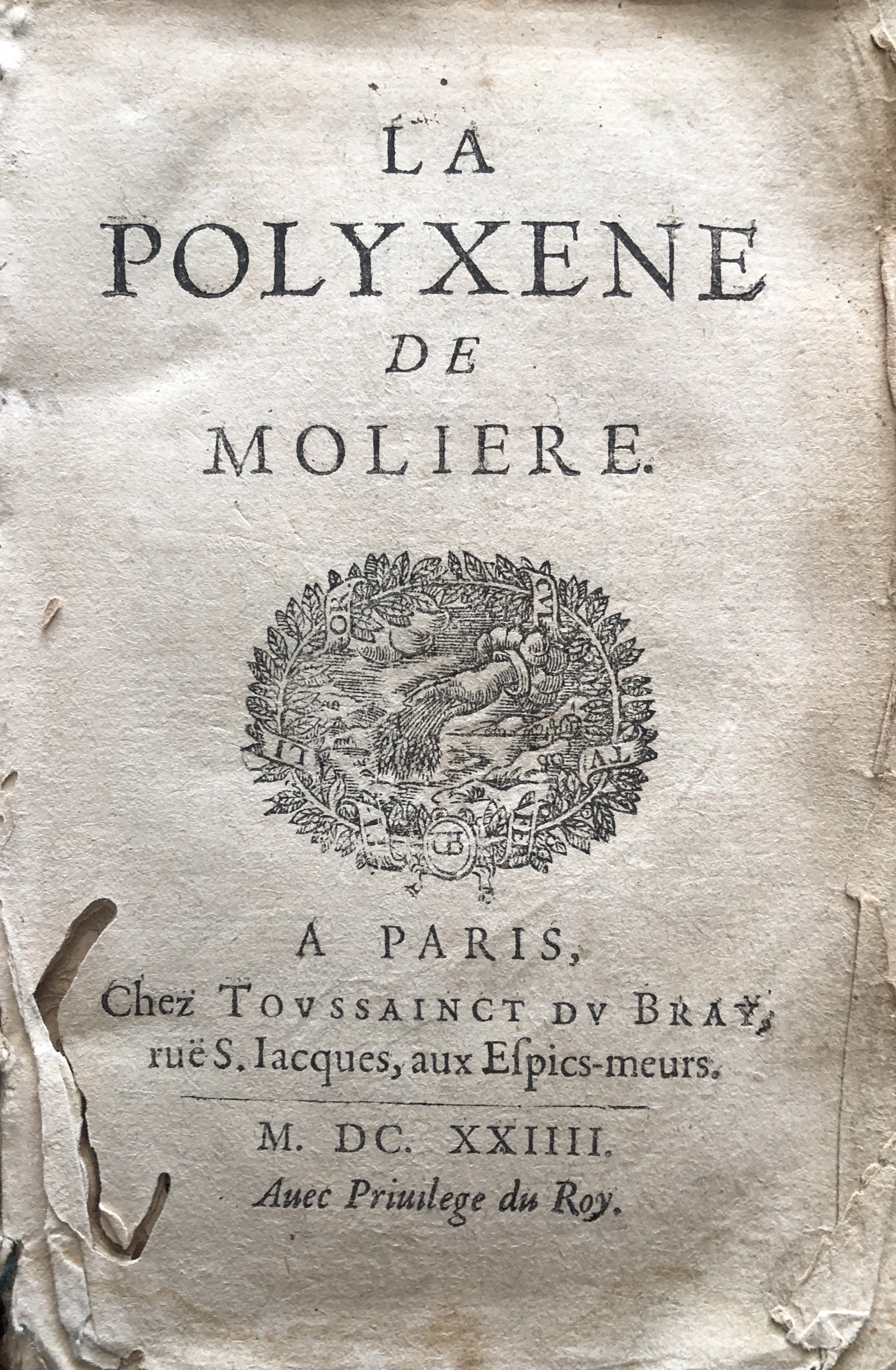
La Polyxene de Moliere, page de titre de la première édition.

À l'été 1623, Toussaint Du Bray met en vente La Polyxene de Moliere, un roman dans le goût de L'Astrée, qui ne compte pas moins de 1105 pages divisées en quatre parties. Il est dédié à Louise-Marguerite de Lorraine, princesse de Conti, déjà dédicataire des Délices de la poésie françoise de 1620 et lectrice de La Semaine amoureuse.    
Selon les termes mêmes de son auteur, le livre est destiné à un public féminin, et l'on peut conjecturer qu'à l'instar de La Semaine amoureuse, il a été conçu pour être lu à la jeune Anne d'Autriche et à ses « filles ».      

Le succès est considérable : une seconde édition paraît dès l'année suivante. Les contrefaçons se multipliant, en mars 1624 Toussaint Du Bray signe une procuration à l'un de ses collègues et associés pour qu'il se rende en son nom à Lyon, Valence, Grenoble « et partout ailleurs où besoin sera », pour saisir tous les exemplaires contrefaits. Plusieurs fois réédité, le roman fera en outre l'objet de deux « suites », l'une attribuée au libraire-imprimeur François Pomeray, parue en 1632, l'autre due assurément à Charles Sorel, deux ans après. Il sera imprimé pour la dernière fois en 1644, l'année même où le comédien Jean-Baptiste Poquelin adoptera Molière comme nom de scène.     

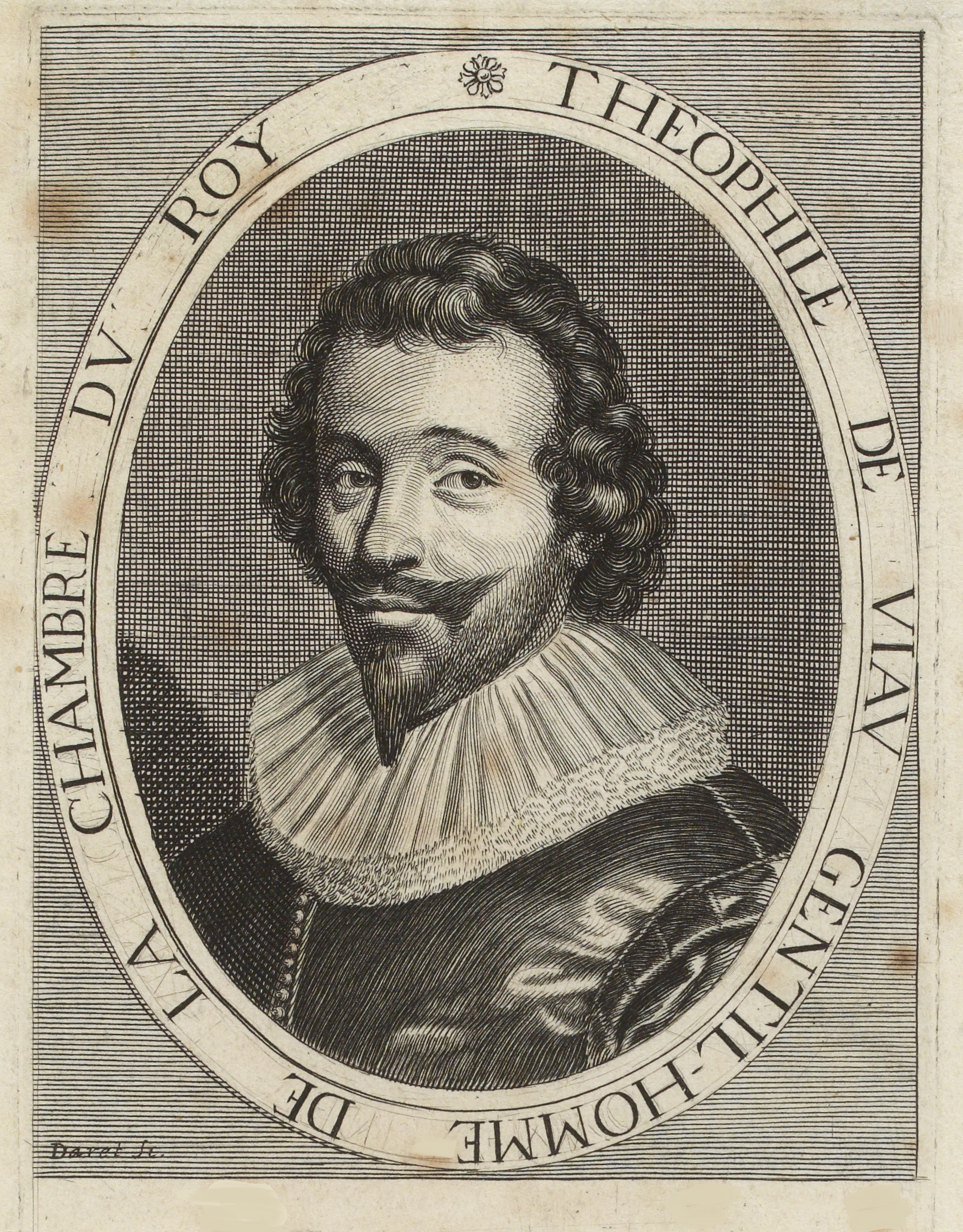
Théophile de Viau.

En décembre 1623, François de Molière écrit à Théophile, incarcéré à la suite de l'affaire du Parnasse satyrique, une longue lettre dans laquelle « il le console de sa prison et fortifie son esprit contre l'appréhension de la mort » : 
« Le bruit que vos ennemis font courir de votre lâcheté est presque aussi contraire à la réputation que vous avez acquise, que la persécution qu'ils vous font l'est à votre vie. Ils ne se contentent pas de vous vouloir sacrifier à la colère d'un peuple qui ne vous hait qu'à faute de vous connaître, s'ils n'ajoutent à la cruauté de la mort dont ils vous menacent la honte de votre vie. Je ne doute point que si ceux qui vous blâment étaient en la peine où vous êtes, ils ne trouvassent à redire en eux-mêmes ce qu'ils ne peuvent souffrir en vous, et n'avouassent qu'il y a beaucoup de différence entre les raisonnements qu'ils font parmi leurs plaisirs et hors d'apparence de tout soupçon, à celui que vous faites dans une prison et à la veille des supplices que vous croyez préparés à votre innocence. Quelque bonne opinion que j'aie de la philosophie, je ne lui donne pas tant d'avantage sur l'ignorance, que par son moyen nous puissions mépriser les maux que nous ne pouvons éviter, et la tiens plus pour un ornement nécessaire à ceux qui se veulent conduire avec modération en leur bonne fortune, que pour un remède utile aux misérables… »
François de Molière meurt dans les premiers jours de mars 1624, des suites d'un duel, selon Jean-Pierre Camus, mais plus probablement assassiné par un homme qu'il considérait comme son ami, si l'on se fie aux témoignages concordants de Charles Sorel et de François Garasse (voir ci-dessous). Son corps, transporté à Briant, est « ensépulturé » le 14 mars dans le tombeau familial. 
En 1627, sept de ses lettres sont publiées par son ami Nicolas Faret, dans un Recueil de lettres nouvelles, dédié à monseigneur le cardinal de Richelieu, qui connaîtra quatre rééditions jusqu'en 1642.

## Témoignages contemporains
À l'été 1624, Saint-Amant écrit un poème intitulé Les Visions, à la fin duquel il déplore la mort prématurée de son ami:
« … Puis, quand il me souvient de l'horrible aventure

Qui mit tout mon bonheur dedans la sépulture

En y mettant Lysis, et qu'il m'est défendu

De chercher seulement le bien que j'ai perdu, 

Je m'abandonne aux pleurs, je trouble tout de plaintes,

Un mortel désespoir me donne mille atteintes

Et, parmi les tourments qui m'ôtent le repos,

Songeant à ses écrits, je dis à tous propos:

Ô belle Polyxène ! amante infortunée !

Tu dois bien regretter sa courte destinée,

Puisqu'une telle fin t'interdit d'espérer

Celle des longs travaux qui te font soupirer !

Ô précieux enfant d'une si rare plume !

Beau livre ! grand trésor, mais trop petit volume !

Ouvrage que la mort empêcha de finir !

Je crois que t'ayant vu, tout bon sens doit tenir

Que la plus belle chose, en quoi que l'on souhaite,

Se pourra désormais appeler imparfaite,

Si plutôt on ne dit que pour être divin,

Ô livre nompareil ! tu n'as point eu de fin.

Et je n'en mettrai point à l'ennui qui me ronge,

Car soit que ton auteur me vienne voir en songe, 

Ou que je pense à lui comme je fais toujours, 

Mes larmes et mes cris auront un même cours; 

Ma pitié lui veut rendre à jamais cet hommage;

En tous lieux où j'irai, sa vaine et pâle image,

Visible à moi tout seul et regrettable à tous,

Me contera sa mort, me montrera ses coups

Et, m'inspirant au cœur ce que pour allégeance

Lui pourra suggérer une horrible vengeance

Contre cet assassin rempli de trahison

Qui termina ses jours en leur verte saison,

Me mettra dans les mains les plus pesantes chaînes,

Les feux les plus ardents et les plus longues gênes,

Pour en punir ce monstre et faire un châtiment

Que l'on puisse égaler à mon ressentiment. »
Quelques années plus tard, le même Saint-Amant évoquera dans son poème de «La vigne» trois de ses bons amis disparus, «fameux buveurs» et habitués comme lui des cabarets de Paris:
« Théophile, Bilot, Molière,

Qui dedans une triste bière

Faites encore vos efforts

De trinquer avecque les morts… »
En 1625, dans la seconde partie de l'un de ses romans intitulé Le Cleoreste, histoire française espagnole représentant le tableau d'une parfaite amitié, Jean-Pierre Camus s'étendra longuement sur le destin tragique de son jeune protégé:
« Un autre gentil écrivain de nos jours (hélas ! que la forcenerie des duels nous a ravi depuis une année), voulant exercer son style, qu'il avait fort pur et facile, prit si mal ses mesures que, comme ces potiers qui font un plat en voulant faire un pot, pour ne savoir pas bien user du mouvement de la roue, au lieu de tracer une histoire pleine d'honneur, comme il me dit que c'était son premier projet, il fit le portrait d'une passion deshonnête, qu'il donna au jour sous le titre des Affections (il devait dire des Infections) d'Hercule. L'autorité que j'avais sur ce jeune esprit, que je regardais à l'apostolique comme un petit-fils, à cause de la prière que sa dévote mère (veuve toute pleine d'honneur et de vertu, et d'un rare esprit) m'avait faite de prendre soin de son âme, me donna le courage de le reprendre assez âprement, bien que cordialement, de ce qu'il avait mis en lumière cet œuvre de ténèbres, et, ce que je trouvais étrange, de ce qu'il avait eu la hardiesse de le dédier, et plus encore de le présenter, à une reine dont les vertus sont plus élevées que son diadème ; et pour comble de tout, par l'entremise d'une princesse, de le lui faire lire, profanant ainsi les yeux sacrés d'un temple dédié à la perfection. Je lui fis faire réflexion sur son ouvrage et connaître en quel danger il s'était exposé, si la modestie de cette Livia n'eût surmonté l'insolence de son écrit, et qu'il avait fait comme ces marchands qui se mettent au danger de faire naufrage et de perdre la vie sur la même mer où ils pensent moissonner des richesses pour l'établissement de leur fortune. Effrayé de ce péril qu'il avait échappé, et les écailles lui étant tombées des yeux par le collyre de ma remontrance, il me promit d'amender en mieux ce qu'il avait commis par une imprudence de jeunesse, et d'arrêter le cours d'une Semaine de semblables histoires, qu'il promettait dès le premier jour qu'il employait à raconter cette première.

Depuis, il polit et affina son style (comme l'aigle fait son bec et le sanglier ses défenses à une pierre) à la traduction d'un livre fait par un évêque espagnol, et enfin il mit en lumière pour sa dernière main une narration, certes fabuleuse et vaine, mais si pure et si chaste qu'il n'y a point de front si tendre, ni de conscience si délicate qui y trouvât un seul mot qui puisse faire froncer le sourcil. La façon de parler y est égale, pleine, polie, la glace d'un miroir, à mon jugement, n'étant point plus terse (sic) que ce langage est lissé. Mais après tout c'est de la crème battue, qui fait montre d'un grand corps et qui a peu de substance ; c'est une élégance molle et flouette, qui ressemble à une beauté féminine, qui ne consiste qu'en un teint si frais et si délié, en une peau si blanche et si mince que les veines y paraissent distinctement ; où les nerfs sont cachés dans la chair arrondie de graisse et égalée comme de l'ivoire élaboré au tour. Ce livre, qui court sous le nom de cette fille de Priam que Pyrrhe immola cruellement aux mânes de son père Achille, a été reçu avec un applaudissement fort grand de ceux qui à la cour font profession de raffiner notre langue, et, comme des alchimistes de bien dire, de changer son plomb en or purgé jusqu'au dernier carat. Ce qu'il y a de vague dans le discours, de mal joint dans le tissu, d'extravagant et impossible dans l'invention, de défectueux dans l'imaginative, de vain et inutile partout, doit être donné à son âge, qui entrait à peine dans la majorité, et pardonné à sa condition, attachée aux vanités des contes comme des pompes de la cour, qu'il suivait, ainsi que beaucoup d'autres, pour y attraper cette déesse qui se joue des hommes avec sa boule, et qui, sur sa roue, leur fait souffrir le supplice d'Ixion.

Je parle ainsi librement de cet auteur, non parce que la terre qu'il a sur la bouche le rend sans réplique, n'étant pas mon humeur d'arracher la moustache du lion mort, j'ai regretté sa perte et souhaité son avancement autant qu'aucun de ses amis, mais je le dis par un zèle de vérité qui me la fait préférer à l'amitié de Platon et de Socrate, et pour montrer que sans flatterie je marque aussi hardiment les défauts de ceux que je chéris comme je remarque leurs justes mérites. Ceux qui ont tâté du beurre et du miel mystique, dont le Prophète fait tant d'état, savent discerner le bien du mal et le précieux du vil, et avec le van du jugement séparer le grain de la paille. »
En 1628, Charles Sorel, qui six ans plus tard fera paraître La Vraye suitte des advantures de la Polyxene, écrit dans ses remarques sur le Berger extravagant :
« La Polyxène est la seule pièce qui est mise après le Lysandre, pource qu'elle a eu plus de cours que beaucoup d'autres qui la valent bien, et cela se fit par un certain hasard qui règne dessus les livres d'amour. Clarimond a raison de n'en faire point d'estime, car entre tous les romans à l'antique, c'est le moindre que l'on puisse voir. L'auteur ne dit rien des coutumes des pays dont il parle, pource qu'il ne les sait pas, tellement qu'il n'y a aucun fruit à recueillir. Je crois bien que celui qui l'a fait, étant fort jeune, pouvait produire un jour de meilleures choses, s'il n'eût point été aussi malheureux que D'Audiguier: ils ont tous deux été assassinés par ceux qu'ils tenaient pour leurs amis. »
Le même Sorel écrira, en 1667, dans la seconde édition de sa Bibliothèque françoise, p. 261-262: 
« Il faut demeurer d'accord que ce furent Messieurs de Gomberville, Colomby, Faret et Molière qui écrivirent les premiers avec une extrême pureté, comme étant des principaux de ceux qui s'étaient heureusement dégagés de l'ignorance ancienne. […] M. de Molière traduisit un livre espagnol de Guevarre, Du Mespris de la Cour, et fit La Semaine amoureuse et la première partie de La Polyxène. […] Tous ces auteurs furent mis au nombre de ceux qui écrivaient poliment. »
Évoquant dans ses Mémoires la mort de Théophile, le jésuite François Garasse écrira, p. 89:
« Au même temps aussi, mourut le malheureux Molières (sic), grand ami de Théophile, qui était à vrai dire un vrai diable incarné, tant il avançait de propositions terribles contre la sacrée humanité de Jésus-Christ. Ce jeune homme fut trouvé mort dans son lit, poignardé par un sien ami, sans avoir eu un seul moment pour se reconnaître. »

## Éditions de ses œuvres
- La Semaine amoureuse de François de Moliere, Sr d'Essertines, Où, par les amours d'Alcide & d'Hermize, sont representez les divers changemens de la Fortune. Journée première, Paris, Toussainct du Bray, In-8 ̊, 1620, [4]-365 p.
- La Rejouyssance et les souhaits des Filles de la Reyne, pour le recouvrement de sa santé. Par le sieur de Molieres, Paris, Toussainct Du Bray, 1620, In-8 ̊, 16 p.
- Quatre poèmes signés de «Monsieur de Molieres» ou du «Sieur de Molieres» figurent dans Les Delices de la poesie françoise, ou Dernier recueil des plus beaux vers de ce temps. Corrigé de nouveau par ses autheurs, & augmenté d'une eslite de plusieurs rares pièces non encore imprimées. Dedié à Madame la Princesse de Conty. Paris, Toussainct du Bray, 1620, p. 647-651[37], consultable en ligne,  et quinze autres figurent dans Le Second livre des Délices de la poésie françoise, ou Nouveau recueil des plus beaux vers de ce temps. Par Jean Baudoin. Paris, Toussainct du Bray, 1620, p. 481-512[38], consultable en ligne.
- Le Mespris de la cour. Imité de l'Espagnol de Guevarre, par Moliere. Et dedié à Monseigneur le Cardinal de la Valette, Paris, Toussainct du Bray, In-8 ̊, 1621, [16]-299-[1] p[39], consultable en ligne.
- La Polyxene de Moliere, À Paris, chez Toussaint du Bray, 1623, 1105 p.[40].
- « Lettres de feu M. de Moliere », dans Nicolas Faret, Recueil de lettres nouvelles, dédié à monseigneur le cardinal de Richelieu, Paris, Toussainct du Bray, In-8 ̊, 1627, p. 273-352[41]. Rééditions 1634[42], 1638[43], 1642.
- La Polyxene de Moliere. Troisieme édition revüe, corrigée, et augmentée par l'autheur avant sa mort, Paris, Toussainct Du Bray, 1632, In-8 ̊, [16]-1063 p., consultable en ligne.
- La Suite et Conclusion de la Polyxene, du Sr. de Moliere, Paris, François Pomeray et Toussainct du Bray, 1632, deux parties en un ou deux volumes, [14]-568-511-[2] p[44], consultable en ligne.
- La Vraye suitte des advantures de la Polyxene, du feu sieur de Moliere. Suivie & concluë sur ses Mémoires [par Charles Sorel], Paris, Antoine de Sommaville, In-8 ̊, 1634, [XII]-994 p[45].
- La Polyxene de Moliere, Paris, Antoine de Sommaville, 1635, In-8 ̊, 896 p.
- La Polyxene de Moliere, Paris, Antoine de Sommaville et Augustin Courbé, 1644, [14]-896 p., consultable en ligne.
- « Lettre à Thyrsis pour le consoler de la prison et fortifier son esprit contre l'appréhension de la mort », dans Jean Puget de La Serre, Le Secrétaire à la mode, ou méthode facile d'escrire selon le temps diverses letres de compliment, amoureuses & morales, Paris, Olivier de Varenne, 1640.